# Ким Филби
Ким Филби (на английски: Kim Philby, пълно име Харолд Ейдриан Ръсел Филби, на английски: Harold Adrian Russell Philby, в СССР живее под името Андрей Фёдорович Мартинс; 1 януари 1912, Амбала, Британска Индия – 11 май 1988, Москва) е един от ръководителите на британското разузнаване, комунист, агент на съветското разузнаване от 1933 г.. Син е на британския арабист Сейнт Джон Филби (на английски: Harry St John Bridger Philby). Член е на Кеймбриджката петорка.

## Биография
Роден е в Индия, в семейството на британски чиновник при правителството на раджата. Баща му Сейнт Джон Филби дълго време работи в британската колониална администрация в Индия, след това се занимава с ориенталистика, бил е известен арабист: „Като оригинална личност, той приема мюсюлманско вероизповедание, жени се за момиче от Саудитска Арабия, което е робиня, дълго живее сред бедуински племена, бил е съветник на крал Ибн Сауд.“ Филби е продължител на един от старинните родове на Англия – в края на XIX век дядото на Ким по баща, Монти Филби, притежава плантация за кафе на Британски Цейлон, а съпругата му Куинти Дънкан, баба на Ким по баща, произлиза от известното в Англия семейство на потомствени военни, един от представителите на което е фелдмаршал Бърнард Монтгомъри. Прозвището Ким му дават родителите в чест на героя от едноименния роман на Ръдиард Киплинг. Възпитава го баба му в Англия. Завършва с отличие Уестминстърското училище. През 1929 г. постъпва в Тринити Колидж на Кеймбриджския университет, където става член на социалистическото студентско общество. През 1933 г., с цел да участва в антифашистската борба, по линия на Комитета за помощ на бежанците от фашизма, действащ в Париж, пристига във Виена, столицата на Австрия, където участва в работата на създадена от Коминтерна благотворителна организация, аналог на Червения кръст. Предвиждайки скорошното завземане на властта в Австрия от фашистите, се връща в Англия заедно активистката на австрийската комунистическа партия Литци Фридман, за която се жени през април 1934 г. В началото на юни 1934 г. (или 1933 г.) е вербуван от нелегалния съветски разузнавач Арнолд Дейч.
След това работи в „Time“, изпратен е като специален кореспондент на този вестник по време на гражданската война в Испания, едновременно изпълнява задачи на съветското разузнаване. Пътува до Испания за последен път през май 1937 г., в началото на август 1939 г. се връща в Лондон.
Благодарение на случая и с помощта на Гай Бърджес през 1940 г. постъпва на служба в Тайна разузнавателна служба на Великобритания (МИ6) и само след година заема там поста на заместник на началника на контраразузнаването. През 1944 г. става ръководител на 9-и отдел на МИ6, който се занимава със съветската и комунистическа дейност във Великобритания. Само за времето на Втората световна война предава на Москва 914 документа. Твърди се, че именно благодарение на Филби съветското разузнаване успява да минимизира загубите, нанесени от предателството на Елизабет Бентли (агент на КГБ в САЩ) през 1945 г.: „Ден или два след нейните показания пред ФБР, Ким Филби изпраща в Москва донесения с пълен списък на всички, които тя е предала.“ От 1947 до 1949 г. Филби оглавява резидентурата на британското разузнаване в Истамбул, а от 1949 до 1951 г. – мисията за връзка във Вашингтон, където установява контакти с ръководителите на ЦРУ и ФБР и координира съвместните действия на САЩ и Великобритания по борба с комунистическата заплаха.
През 1951 г. са разкрити първите двама участника в „Кеймбриджката петорка“: Доналд Маклейн и Гай Бърджес. Филби ги предупреждава за опасността, но и самият той попада под подозрение: през ноември 1952 г. е разпитван от британското контраразузнаване МИ5, обаче поради недостатъчни улики е освободен. Филби остава в неясно състояние до 1955 г., когато се пенсионира.
През 1956 г. обаче той отново е приет в тайните служби на Нейно Величество като агент на МИ6. Под прикритието на кореспондент на вестник Observer и сп. Economist той отива в Бейрут.
На 23 януари 1963 г. Филби нелегално е прехвърлен в СССР, където до края на живота си живее в Москва, с персонална пенсия, под фамилиите „Фьодоров“ и „Мартинс“. Понякога е канен от съветски дипломати и ръководители на тайните служби за консултации. Жени се за сътрудничката на РАН Руфина Пухова (род. 1932).
В западната преса се появяват статии за това, че в СССР Ким Филби е злоупотребявал с алкохол. В документалния филм „Ким Филби. Тайная война“ обаче жена му Руфина Пухова и английският писател и публицист Филип Найтли, интервюирал Филби в московската му квартира, отричат този факт. Руфина Пухова отбелязва, че те двамата с мъжа си са прекарали медения си месец в Сибир, а после са посетили и Куба.
Малко преди смъртта си, през 1988 г. Филби в своята московска квартира дава интервю на посетилия го с разрешението на КГБ английски писател и публицист Филип Найтли. Интервюто е публикувано в лондонския вестник The Sunday Times през пролетта на 1988 г., а след това влиза в книгата „The Master Spy: The Story of Kim Philby“ (1989). Според впечатленията на Найтли, беглецът живее в апартамент, който той нарича един от най-добрите в Москва. Преди това апартаментът е принадлежал на висш служител от Министерството на външните работи на СССР. Когато дипломатът се пренесъл в нова квартира, КГБ веднага препоръчва освободеното жилище на Филби.
Отбелязва се, че апартаментът на Филби, поради опасения, че може да е обект на вниманието на британските специални служби, е много добре разположен по отношение на сигурността: достъпът до къщата е труден, самият вход и подходите към него са лесно видими и контролирани. Телефонният номер на Филби не е посочен в адресните книги и списъците на абонатите на Москва; кореспонденцията идва при него през пощенска кутия в Главната поща.
Ким Филби умира на 11 май 1988 г. Погребан е на новото Кунцевско гробище в Москва.

## Награди

### Съветски
- Орден Ленин
- орден Червено знаме
- орден Отечествена война I степен
- орден Дружба на народите
- знак „Почетен сътрудник на Държавна сигурност“[9].

### Британски
- Орден на Британската империя, офицерска степен (1 януари 1946) – „като работещ в Министерството на външните работи“.[10] Награждаването е анулирано с указ на кралицата от 10 август 1965 г., а името на Филби е отстранено от регистъра на наградените.[11]

### Други
- Кръст на ордена за Военни заслуги на Червения дивизион (2 март 1938)[12][13][14]. Връчен лично от генералисимус Франсиско Франко[12][13].

## Личен живот
Първата му жена е Лици Фридман (на немски: Litzy Friedmann), родена като Алиса Колман (на немски: Alice Kohlmann). Женени са от 24.02.1934, няколко години след преместването от Виена в Лондон живеят разделени, развеждат се едва през 1946 г.
Втората му жена е Ейлин Арманда Фърс (на английски: Aileen Armanda Furse, 1910 или 1911 – декември 1957), служителка в един от магазините на „Marks & Spencer“, с която Филби се запознава в първия ден на Втората световна война, 1 септември 1939 г. Женят се на 25 септември 1946 г. Ейлин е майка на всичките деца на Ким Филби:
1. Джозефин (Josephine, 1941).
2. Джон Дейвид (John David, 07.11.1943 – 14.08.2009). Женен три пъти, има дъщеря, журналистката Шарлот Филби.[17][18] Посещава Москва за погребението на баща си.
3. Дъдли Томас (Dudley Thomas, 1944).
4. Миранда (Miranda, 1946).
5. Хари Джордж (Harry George, 1950).

Третата жена на Филби е гражданката на САЩ Елинор Брюър (на английски: Eleanor Brewer), родена Eleanor Carolyn Kearns, 1914 или 1913 – 1968). Първи брак с кореспондента на „Ню Йорк таймс“ Сам Поп Брюер. Бракът ѝ с Филби е от 1958 до 1965 г. Известно време живее с Филби в Москва, след развода живее в Ирландия, после в Тунис. Умира в Мендосино, Калифорния. Елинор е автор на мемоарите за Ким Филби „Шпионинът, когото обичах“ (The Spy I Loved; изданието в САЩ е под названието „Kim Philby: The Spy I Married“).
Четвъртата му жена е Руфина Ивановна Пухова (1 септември 1932, Москва – 17 май 2021, Москва).

## В киното
- „Kim Philby war der dritte Mann“ (ФРГ, 1969) В ролята на Филби е Арно Асман / Arno Assmann
- „Philby, Burgess and Maclean“ (Англия, 1977). В ролята е Антони Бат / Anthony Bate
- „Escape“ (Англия, сериал, 1980). В ролята е Ричард Паско / Richard Pasco
- „Четвъртият протокол“ / The Fourth Protocol (Англия, 1987). В ролята е Майкъл Билтън / Michael Bilton.
- „Cambridge Spies“ (Англия, сериал, 2003). В ролята е Тоби Стивънс.
- „The Company“ (САЩ, сериал, 2007). В ролята е Том Холандер.
- „Alien Connection“ (САЩ, 2011). В ролята е Елиът Пасантино / Elliot Passantino.
- „The Spymaster“ (САЩ, 2013). В ролята е Роб МакГиливрей / Rob McGillivray
- „Kim Philby: His Most Intimate Betrayal“ (Англия, 2014). В ролята е Дейвид Оукс.
- „Camp X“ (Канада, 2014). В ролята е Дейвид Страус / David Straus.
- „Охота на дьявола“ (Русия, 2017). В ролята е Артьом Ткаченко.